# Pan Tadeusz (film, 1928)
Pour plus de détails, voir Fiche technique et Distribution.
Pan Tadeusz est un film polonais réalisé par Ryszard Ordyński, basé sur l'œuvre d'Adam Mickiewicz du même titre, et sorti en 1928.

## Fiche technique
- Titre : Pan Tadeusz
- Titre original : Pan Tadeusz
- Réalisation : Ryszard Ordyński
- Scénario : Andrzej Strug
Ferdynand Goetel
- Musique : Tadeusz Woźniak
- Photographie : Antoni Wawrzyniak
Janusz Wasung
- Montage :
- Costumes :
- Société de production :
- Pays d'origine :  Pologne
- Format :
- Genre : Drame, romance et historique
- Durée : 124 minutes
- Date de sortie : 
  - Pologne : 9 novembre 1928

## Distribution
- Wojciech Brydziński : Adam Mickiewicz
- Stanisław Knake-Zawadzki : le juge
- Jan Szymański : Jacek Soplica
- Mariusz Maszyński : le comte
- Leon Łuszczewski : Tadeusz Soplica
- Helena Sulimowa : Telimena
- Zofia Zajączkowska : Zosia
- Helena Górska-Brylińska
- Rena Hryniewiczówna
- Józef Śliwicki
- Marian Palewicz : général Dąbrowski
- Józef Trębicki : général Kniaziewicz
- Stefan Jaracz : Napoleon Bonaparte
- Jerzy Leszczyński : le Roi Stanislas II